# Piotr Hofmański
Piotr Józef Hofmański (ur. 6 marca 1956 w Poznaniu) – polski prawnik, profesor nauk prawnych, specjalizujący się w postępowaniu karnym, prawach człowieka i prawie karnym, sędzia Sądu Najwyższego, w latach 2021–2024 prezes Międzynarodowego Trybunału Karnego.

## Życiorys
W 1974 ukończył Liceum Ogólnokształcące w Miastku i podjął studia na Uniwersytecie Mikołaja Kopernika w Toruniu. Ukończył je w 1978, specjalizując się w prawie karnym. Po studiach pracował w Urzędzie Dyrekcji Rejonowych Kolei Państwowych w Słupsku.
W 1979 zatrudniony został jako asystent stażysta w Instytucie Prawa Karnego UMK, gdzie w 1981 uzyskał stopień doktora nauk prawnych w oparciu o rozprawę zatytułowaną Orzekanie w procesie karnym o naprawieniu szkody wyrządzonej przez pracownika, której promotorem był Andrzej Bulsiewicz. W 1980 odbył aplikację prokuratorską w Toruniu. Od 1982 pracował na Uniwersytecie Śląskim. Na tej uczelni w 1990 na podstawie dorobku i rozprawy zatytułowanej Samodzielność jurysdykcyjna sądu karnego uzyskał stopień doktora habilitowanego. Tytuł profesora nauk prawnych otrzymał postanowieniem prezydenta RP z 14 kwietnia 1997.
Był zawodowo związany z Filią Uniwersytetu Warszawskiego w Białymstoku, przekształconą w 1997 w Uniwersytet w Białymstoku. W latach 1991–1996 pełnił funkcję prodziekana Wydziału Prawa, a od 1991 do 2002 był kierownikiem Zakładu Prawa Karnego.
Od 2001 związany zawodowo z Uniwersytetem Jagiellońskim, gdzie w 2003 został kierownikiem Katedry Postępowania Karnego na Wydziale Prawa i Administracji. W latach 1996–2015 orzekał jako sędzia Sądu Najwyższego w Izbie Karnej, w 1999 objął funkcję rzecznika prasowego Sądu Najwyższego. Został też członkiem, następnie wiceprzewodniczącym, a w latach 2013–2015 przewodniczącym Komisji Kodyfikacyjnej Prawa Karnego, jak również ekspertem Rady Europy i członkiem Rady Naukowej Instytutu Nauk Prawnych Polskiej Akademii Nauk.
Pod jego kierunkiem stopień naukowy doktora uzyskali m.in. Adam Górski (2003) i Andrzej Sakowicz (2004). Był kierownikiem grantu naukowego z Narodowego Centrum Nauki z programu Harmonia 4 pt. Pozaprocesowe pozyskiwanie dowodów i ich wykorzystywanie w procesie karnym.
Jego zainteresowania badawcze dotyczą sprawności postępowania karnego, ochrony praw jednostki w procesie karnym, a także stosowania środków przymusu. Jest autorem i współautorem blisko 300 publikacji naukowych, w tym obszernego komentarza do kodeksu postępowania karnego.
W grudniu 2014 w Nowym Jorku został wybrany na stanowisko sędziego Międzynarodowego Trybunału Karnego w Hadze na kadencję 2015–2024 jako pierwszy Polak w historii tej instytucji działającej od 2002. Ceremonia zaprzysiężenia odbyła się w Hadze 10 marca 2015. 11 marca 2021 objął funkcję prezesa MTK. 10 marca 2024 zakończył pracę w tej instytucji.

## Odznaczenia i wyróżnienia
- Srebrny Krzyż Zasługi – 2000[10]
- Odznaka Honorowa „Bene Merito” – 2024[11]
- Odznaka honorowa „Za Zasługi dla Ochrony Praw Człowieka” – 2025[12]
- Krzyż Wielki Orderu Korony – Belgia, 2024[13]
- Tytuł doktora honoris causa Uniwersytetu Gdańskiego – 2025[14][15]
- Tytuł doktora honoris causa Uniwersytetu w Białymstoku – 2025[16]
- Tytuł honorowego obywatela Miastka – 2017[17]

## Publikacje
- Obywatel przed organami ścigania (1987, ISBN 83-219-0351-7).
- Samodzielność jurysdykcyjna sądu karnego (1988, ISBN 83-226-0238-3).
- Europejska Konwencja Praw Człowieka i jej znaczenie dla prawa karnego materialnego, procesowego i wykonawczego (1993).
- Prawa człowieka przed Trybunałem w Strasbourgu (1993).
- Ochrona praw człowieka: studium z zakresu ochrony prawnej przed ingerencjami w prawa uczestników procesu karnego (1994, ISBN 83-86137-03-7).
- Konwencja Europejska a prawo karne (1995, ISBN 83-85709-63-0).
- Nowe polskie prawo karne w świetle europejskich standardów w zakresie ochrony praw człowieka (1997, ISBN 83-904204-9-X).
- Świadek anonimowy w procesie karnym (1998, ISBN 83-7211-029-8).
- Elementy metodyki pracy sędziego w sprawach karnych (2006, wspólnie ze Stanisławem Zabłockim, ISBN 83-7444-354-5).
- Europejski nakaz aresztowania w teorii i praktyce państw członkowskich Unii Europejskiej (2008, redaktor i współautor pracy zbiorowej, ISBN 978-83-7601-149-3).
- Węzłowe problemy procesu karnego (2010, redaktor pracy zbiorowej, ISBN 978-83-264-0115-2).
- Proces karny. Zarys systemu (2013, współautor, ISBN 978-83-278-0332-0).